# 1008
Évszázadok: 10. század – 11. század – 12. század
Évtizedek: 950-es évek – 960-as évek – 970-es évek – 980-as évek – 990-es évek – 1000-es évek – 1010-es évek – 1020-as évek – 1030-as évek – 1040-es évek – 1050-es évek
Évek: 1003 – 1004 – 1005 – 1006 –  1007 – 1008 – 1009 – 1010 – 1011 – 1012 – 1013

## Események
- Olof Skötkonung svéd király megkeresztelkedik.
- III. Bargat lesz Grúzia királya
- Ottone Orseolo velencei dózse megválasztása (1026-ig uralkodik).
- Szajjida, a Buvajhida régensnő az unokaöccsére, Dzsafar ibn Kakújára bízza Iszfahán vezetését. A Kakújidák önállósodnak

## Születések
- május 4. – I. Henrik francia király († 1060).
- október 12. – Go-Icsidzsó japán császár († 1036).

## Halálozások
- november 20. – I. Gottfried breton herceg (* 980)
- Kazan császár japán császár (* 968).
- Hamadání, arabul alkotó perzsa író és költő, a makáma műfajának megteremtője